# Paradiplospinus gracilis
Paradiplospinus gracilis är en fiskart som först beskrevs av Brauer, 1906.  Paradiplospinus gracilis ingår i släktet Paradiplospinus och familjen havsgäddefiskar. Inga underarter finns listade i Catalogue of Life.